# 小行星4429
小行星4429（4429 Chinmoy）是一颗绕太阳运转的小行星，为主小行星带小行星。该小行星于1978年9月12日发现。小行星得名孟加拉作家，詩人和哲學家斯里蘭卡Chinmoy（1931-2007). 

## 轨道参数
小行星4429的轨道半长轴为2.3812584 UA，离心率为0.212。

## 外部链接

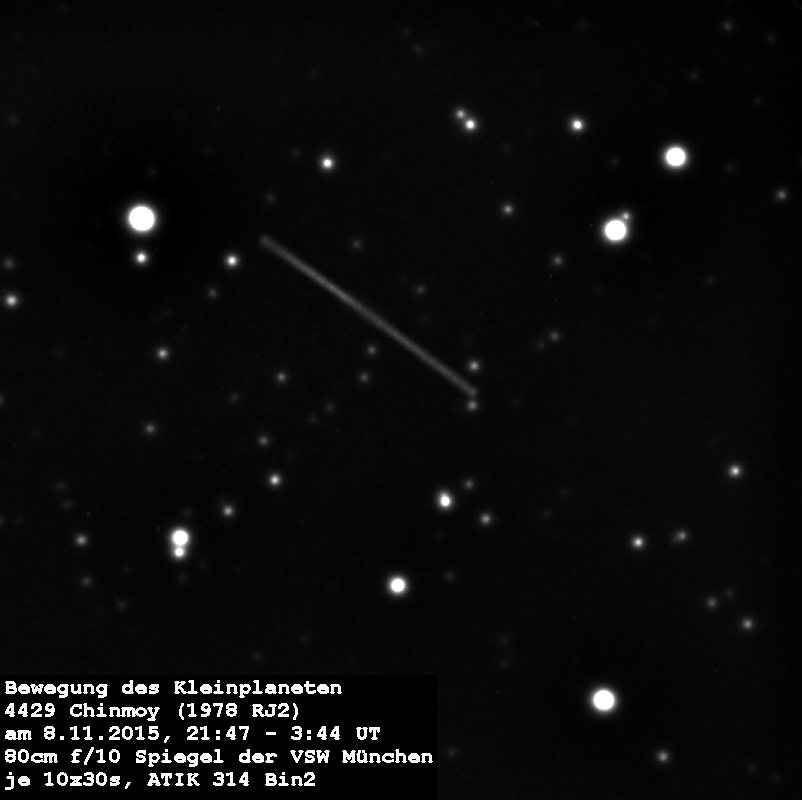
從4429 Chinmoy圖片